# ジヌー

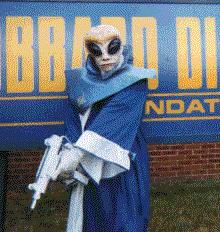
サイエントロジーの敵「ジヌー」のコスプレをした批評家

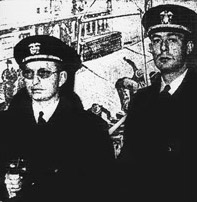
サイエントロジー教祖のL・ロン・ハバード と Thomas S. Moulton(1943年）

ジヌー（XenuあるいはXemu（発音は/ˈziːnuː/））は、サイエントロジーの秘密の教義（神話）に登場するキャラクター。日本語ではゼヌーとも表記される。
7500万年前、銀河連合の独裁者ジヌー（XENU）は、宇宙の人々を冷凍し、地球まで運搬していった。そしてハワイの火山に投げいれた彼らを、水爆によって殺してしまった。彼らの魂（セイタン）は原始人類に宿っていったが、これもジヌーの策略によってセイタンに制御をかけられてしまっている。
ゆえに人間は、サイエントロジーのトレーニングによって、セイタンを解放しなくてはいけない。しかしOT III以上でないと、この「真実」を知るだけで死ぬか精神異常になってしまうので、上位会員にしか伝えられない秘儀なのだとされる。

## 概要
サイエントロジーの創設者でSF作家のL・ロン・ハバードによると、ジヌー（XENU）は「銀河連合」のかつての独裁者で、七千五百万年前に何十億という市民をダグラス DC-8に似た宇宙船で地球に連れて来て、火山のふもとに積み上げて、水素爆弾で殺した。サイエントロジーは「殺害はしたものの、これら多くの人々の精は残っており、現代になって生じてきた人間は、元からいた人間たちにスピリチュアルな害を与えている」ということを信じている。サイエントロジー教会のメンバーはジヌーの物語を広く否定し、隠そうとしている。
これらの出来事はサイエントロジー内では「IncidentII」（第2の出来事）として知られており、そのトラウマ的な出来事は「炎の壁」と関係している。このジヌーの物語は、地球外文明と、地球初期の出来事のエイリアンによる侵略についてのサイエントロジーの教義の一部であり、ハバードはその教義を全体として「スペースオペラ」と表現した。ハバードはオペレイテリング・セイタン・レベルⅢ（教会内のランク付けのひとつ;略記 OT III）に1967年、明らかにしたのだが、その資料を解析しようとするものは肺炎その他で死ぬと警告した。
ジヌーの物語はサイエントロジー教会の極秘の「上級技術」の1部であり、ふつうはもうすでに多額の金を教会に貢いだものにしか明かされない。教会はジヌーに公の場で言及することを避け、著作権や企業秘密に基づいた訴訟を含む物語の守秘を保つための相当な努力をしてきたにもかかわらず、多くのジヌーに関する資料が法廷の文書や、ハバードのノートのコピーや、インターネットを通じて漏洩してきている。

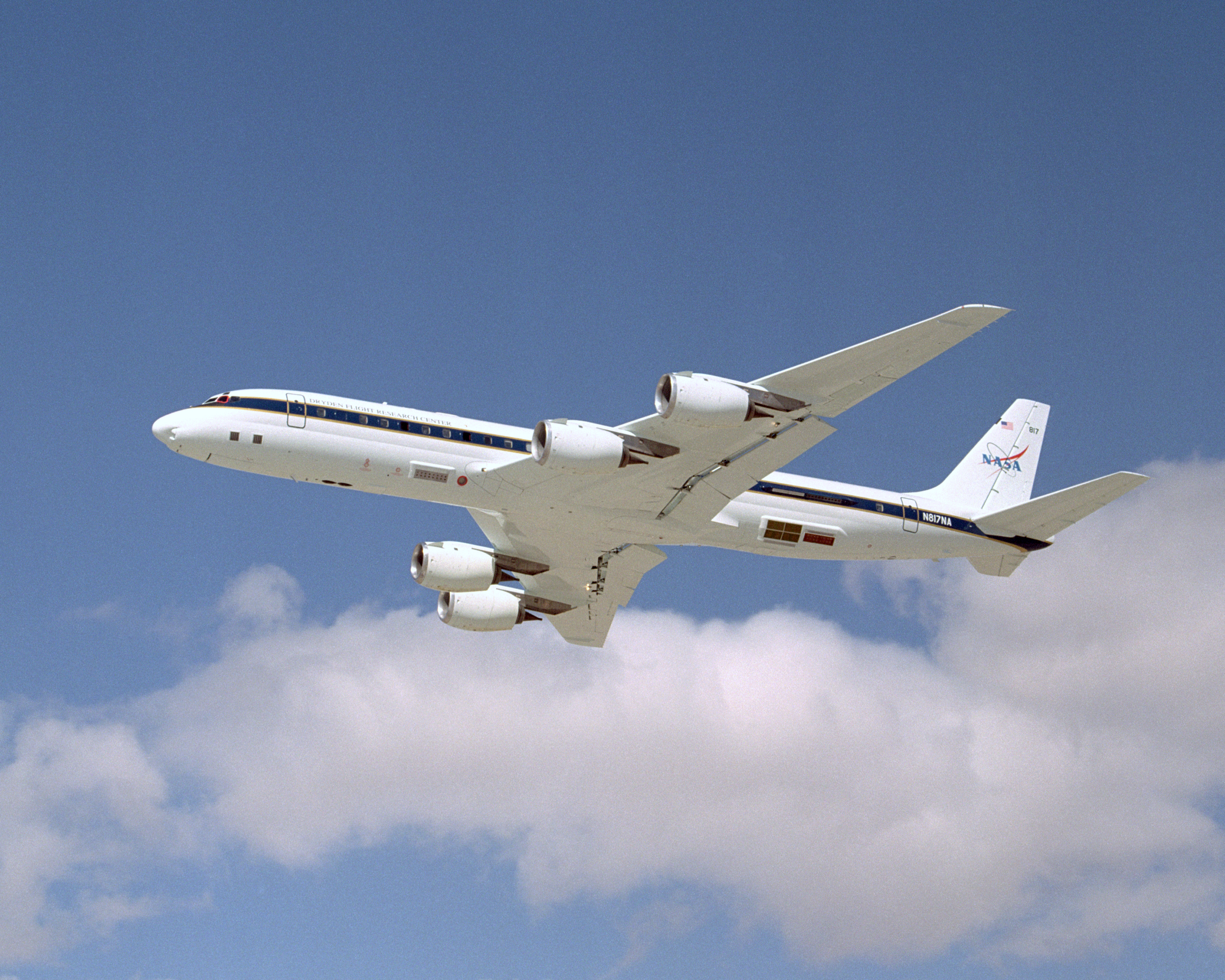
2004年のDC-8型飛行機。ハバートはジヌーの宇宙船をDC-8の「ファン」（エンジンの意味）の無い外見をしているものとして描いた。

ジヌーの物語はOT IIIで扱われている。OT IIIとはサイエントロジーにおける秘密の「上級技術」教義で、多くの高額なオーディティングを終え、クリアーと呼ばれる状態に至ったものにのみに教えられる。物語は1968年10月3日に行われた内密な「補助」講義と、脚色された『星々の反乱（原題:Revolt in the Stars）』（ハバートによる1977年の映画脚本）により詳しく描写されている。
ハバードは次のように書いた。七千五百万年前、ジヌーは26の恒星と76の惑星からなる銀河連合の支配者だった。惑星の中には地球も含まれ、そのときには「ティージーアック」という名前で知られていた。惑星は人口過剰に苦しんでおり、その人口は平均千七百八十億人にも上った。銀河連合の文明は我々のそれと比較することができ、エイリアンたちは「服を着て歩き回り、その服は驚くほど現在の我々のものと似ていて」、そして車や列車、そしてボートを用いていたが、それらは1950～1960年代の地球とまったく同じ外見をしていた。
ジヌーは権力から追いやられようとされていて、彼は過剰な人口を領地から消し去る計画をたくらんだ。精神科医の手助けによって、所得税の調査と偽って、彼は何十億人もの市民を呼び出した。次に市民の魂を捕らえるために彼らを麻痺させ、アルコールとグリコールを混ぜたものの中へ冷凍した。さらわれた人々は宇宙船に積み込まれ、絶滅の地・ティージーアック（地球）へと運ばれた。これらの宇宙船の外見は、後にそれとなくダグラスDC-8のデザインだと表現されている。ただ1つの違いは、「DC-8はファンとプロペラがあったが、宇宙船には無かった」ことである。それらがティージーアック/地球にたどり着いたとき、麻痺した人々は世界中の火山のふもとに下ろされた。 そのとき水素爆弾が火山という火山の中に沈められ、同時に爆発した。ほんのわずかなエイリアンの肉体だけが生き延びた。ハバードはこの場面を彼の映画脚本、『星々の反乱』で以下のように表現している:
もはや非肉体化された被害者たちの「魂」は（ハバードはこれをセイタンと呼ぶのだが）、爆発によって風の中に吹き払われた。それらはジヌーの使う「電気リボン」（「それはまた定常波の一種であるのだが」）の力によって捕らえられ、世界中の「真空地帯」に吸い込まれた。何千億ものセイタンはある種の映画に連れて行かれ、そこで彼らは無理やり「3次元の、超巨大映画」を36日間見させられた。このことは無力なセイタンたちの記憶にハバードが言うところの「さまざまな誤ったデータ」を埋め込み（正確な用語はR6 implant）、「それは神や悪魔や、スペースオペラや、そのほかにまつわるものだった」。これは世界宗教を含み、ハバートは特にローマ・カトリックとキリストの磔刑のイメージの性質がジヌーの影響下にあると考えた。ハバートが言う2つの「埋め込みの場所」は、ハワイと、カナリア諸島のラス・パルマス県にあると言われている。
新たな信仰をセイタンたちに埋め込むことに加え、映像は彼らの自己同一性の感覚を奪った。セイタンたちが上映場所から去ったとき、彼らは数千のグループに集まっていき、お互いの違いを認識する能力を失っていた。各々のセイタンの集まりは爆発を生き延びた肉体のひとつに集まった。これらはボディ・セイタンとして信者に知られるものになり、それらは必要な段階を踏みボディ・セイタンを取り除いたサイエントロジー信者以外のものにしがみつき、悪影響を与えていると言われている。
ロイヤル・オフィサーとして知られる政府の派閥はジヌーと彼に味方する反逆者たちを屈服させ、いまだ逃れられていない「電気の山の罠」に閉じ込めた。ジヌーの居場所は時々ピレネー山脈にあるといわれるものの、これはハバードが他の場所で太古の「火星人の報告基地」として挙げた場所である。 ティージーアック/地球はそれ以降銀河連合から見捨てられ、下層の「監獄惑星」として今にいたっているが、エイリアンによる「侵略攻撃」に繰り返し苛まれている。
この秘密の数々をサイエントロジー教会から知るためには1988年において3,830UKポンドまたは3,500アメリカ合衆国ドルが必要で、OT IIIの適任者になるための、100,000ドル以上する可能性がある先立つ金額とは別料金である。 ジヌーとボディ・セイタンを信じることは、サイエントロジー信者がさらに上級の「完全なる自由へのブリッジ」に進むための必要条件である。

## サイエントロジーの教義
サイエントロジーの中では、ジヌーの物語は「炎の壁」か「第2の出来事」として言及されている。ハバードはこの出来事を「この銀河のこの領域における生命の堕落に終わった大惨事の秘密」を構成したものと言い、大変な重要性を置いた。広範な物語の概要――七千五百万年前に銀河のこの領域でそれ以来大変な悪影響をもたらしたすさまじい大惨事が起こったこと――は、比較的低レベルのサイエントロジー信者にも公に受け入れられた。しかしその詳細は、少なくとも教会の中では、厳格に機密なものとされた。
このOT IIIのドキュメントはいかにハバードが炎の壁に入りそして生き延びたかを記すもので、「おそらくそれを成し遂げた者は七千五百万年の間ただ1人である」。彼はその「大発見」を1967年9月20日、テープ録音された講義の「ロンの日記67」（RJ67）を教会のメンバーに送付することで初めて公表した。ハバードによると、彼の研究は背骨と膝と腕の骨折を伴って達成された。OT IIIコースには以下の内容の警告が含まれている：「R6 implantは『その資料を解析しようとするものは肺炎その他で死ぬ』ように作られている。」「RJ67」で、ハバードはジヌーの大虐殺の破壊的な影響についてそれとなく言及している:
| 「 | そしてこれは本当に本当の話なのだが、すさまじい大災害がこの惑星と（銀河）連合をなす他の75の惑星に七千五百万年前に起こったのだ。それからというものの、時は不毛に流れてきたが、多くの機会、少数の者たちが我々を前進させる領域へと技術を革新させ、そのことを繰り返してきたのだ。我々はまさにこのことを起こそうとしているのである。 | 」 |

OT IIIは「第1の出来事」、四千兆年前（これは現在科学的に受け入れられている宇宙の年齢の約三十万倍である）のことを扱っている。第一の出来事では、怪しんでいないセイタンは大きなパキンという音と発光の洪水に服従させられた後、ラッパを吹くケルビムに続かれるチャリオットを目撃した。大きなパキパキという音の連続の後、そのセイタンは闇に包まれた。これはこの宇宙への出入り口の重要な提示だと描写され、その3つのトラウマ的な記憶はセイタンの状態、静止（自然、神性）からの分離を意味している。
ハバードはボディ・セイタンの存在を、彼が言うところの、人々を彼らの最も高いスピリチュアルのレベルに到達することを妨げている、人類の肉体的・精神的苦痛の多くを説明するために用いた。OT IIIは信者にボディ・セイタンの位置を把握してオーディティングによって出来事Iと出来事IIの影響からセイタンを開放するように告げる。これは信者がE-メーターの両方の缶を片手で持ち、そして自分にオーディターとして質問するというソロ・オーディティングという手法で達成される。その儀式をしている信者はボディ・セイタンの集まりを見つけて、テレパシーでそれに注意を向けて、まずはその集まりのそれぞれのメンバーに出来事Ⅱを通じて取り掛かり、そして出来事Ⅰについても必要ならば処置をする。ハバードはこの儀式には苦痛が伴い、OTレベルがIV～VIIの者は己のボディ・セイタンを処理するために長い過程が必要だと警告している。
教会は、ジヌーの物語がサイエントロジーをサイエンス・フィクション・ファンタジーに過ぎないものとして描くのに利用されることに抗議してきた。ハバードのR6 implantに関する声明は論争の元となってきた。批判者とキリスト教信者はハバードのR6についての発言の数々は、サイエントロジーの主張に反し、サイエントロジーの教理はキリスト教の信仰と相反することを証明していると発言した。"補助"という名の講義の中でハバードはこう述べている:
| 「 | すべての人間は十字架に磔にされていたところを見させられています。ですからこの磔を偶然だと考えないでください。キリスト教の開祖たちが、磔が人間に適用されていることを発見したのです。何者かがこの惑星のどこか、紀元前六百年ごろにR6の一部を発見したのです。どうやって発見したかは知りません。狂人を眺めているか何かしたのでしょう。ただ、それ以来彼らはそれを用いて、それがキリスト教として知られているものになったのです。キリストはいなかったのです。ただ、磔にされている人間がすべての人として見せられたのです。 | 」 |

## 物語の起源
ハバートはOT IIIを1966年の暮れから1967年はじめにかけて北アフリカで書いた。彼はサイエントロジーの私有海軍（ザ・「シー・オーグ」）の最初の船、「エンチャンター」に乗り込むため、ラス・パルマス県に向かっている道中だった（OT III には「1967年12月に、私は飛込みをしなければいけないものを知っていた」との記述があるが、この文章はこの記述よりずっと前に公表された）。後になって彼はOT IIIは彼自身による発見だと強調した。
サイエントロジーの批判者は他の要因が文章に働きかけていると主張してきた。彼の妻メアリー・スーへのあるとき、ある手紙の中で、ハバードは彼の研究を支持するため、酒を飲み、覚せい剤を飲み、LSDを飲んでいるといった（「僕はたっぷりのラム酒と、目玉の飛び出るようなLSDと、他にもいろんな酒をやっているよ」）。彼の当時のアシスタント、ヴァージニア・ダウンズバーロウは彼女は後に習慣となった彼の薬物摂取をやめさせて、引き離さなければならなかったと述べている。『素顔の救世主（原題:Bare-faced Messiah）』を書いたラッセル・ミラーは、ハバードにとって衰弱した状態で発見されることは重要なことで、それはOT IIIを"差し迫った重要性の研究成果"として提示するためだと推測した。
ジヌーの要素はサイエントロジーにOT IIIよりも前から現れていた。ハバードの地球外紛争の描写はずっと前、1950年の『Have You Lived Before This Life?（この人生、生きていませんでしたか？）』に著されている。そしてそれらの記述は、前世で他の星で生きていたと報告する信者から熱心に励まされていた。

## OT III のサイエントロジーへの影響
1968年に再版された『ダイアネティックス』のカバーは火山の爆発の描写がされており、これは報道によるとOT IIIへの指示である。1968年の講義と、マーケティングスタッフへの指示において、ハバードはこれらのイメージは、潜在する第1の出来事への「鍵」となるもので、人々に本を買うように強いるものであると説明した。
| 「                                                             | 今や権限を与えられ、これらの圧倒的な象徴やイメージによって抵抗不可能になったこれらの本のために、特別な「本の伝道団」が送り出された。組織のスタッフは単に一冊の本を差し出し、カバーをはがすだけで、どんな書店の店主もすぐさま何箱もの注文をすることを保障されていた。税関の職員も、誰かの荷物にその本の表紙を見つけるとたちどころにその者を通過させただろう。 | 」 |
| —ベント・コリドン（『L. ロン ハバード: 救世主か狂人か?』より） | |    |

1980年代から、テレビコマーシャルでも、ダイアネティックスの宣伝をするために火山のイメージは使われてきた。サイエントロジーの「シー・オーグ」は、ハバードの個人的な艦隊に乗り込むスタッフに起源を持つエリート集団なのだが、ジヌーとOT IIIから多くのシンボルをとっている。これは明確にジヌーを屈服させた「ロイヤルオフィサーズ」の再現を意図している。そのロゴは、26枚の葉を持つ冠なのだが、それはジヌーの銀河連合の26の恒星を表している。サイエントロジーの公式な事典によると、「ザ・シー・オーグのシンボルは、この宇宙領域のはるか昔の歴史にある銀河連合から選び使用されているのですが、そこから多くの力と権威を引き出しているのです。」
エディンバラとロサンゼルスにある上級オーグでは、サイエントロジーのスタッフはあるときすべて白のユニフォームと銀色のブーツを着るように命令されたのだが、それは『ダイアネティックス： 科学の革命』のカバーに描写されているジヌーの銀河パトロールを模すためであった。報道されたところによると、この儀式はハバードの提言した第652記念命令に基づいたもので、それによると人類は人間を最後に裏切った集団、つまりジヌーの部下による規制を受け入れるだろうという理由によるものである（これはほとんどハバードの意図を誤解したものである。彼はおそらく精神科医に言及したと考えられる。彼は精神科医はジヌーの犯罪で鍵となる役割を担ったと信じていた）。ロサンゼルスでは、夜間警備員は帰ってくる宇宙船を見張るように命令されていた。これらの方策は後に取りやめとなった。

## "Xenu"か"Xemu"か？
ジヌーの名前のつづりはXenu ともXemu とも書く。クラスVIII のコースの資料は3ページのテキストを含んでいるのだが、ハバードの手により、"データ"と見出しがつけられ、ジヌーの物語が詳細に与えられている。ハバードの不明瞭な手書きはどちらのつづりも可能にしていて、 OT III の最初のページの名前の使用は特に手書きによる唯一の例だと知られている。"助力"の講義の中で、ハバードはX-E-M-U とも書けると発言している。そしてXemu と何度かはっきりとレコーディングの中で発言している。『星々の反乱』の処置においては、タイプライターが使われたのだが、Xenu だけが使われている。

## サイエントロジー教会の立場
公式発言においては、サイエントロジー教会は注目すべきほどに、公にジヌーについて話すことを嫌がっている。1997年の裁判での受動的発言において、教会の弁護団は判決を機密にするように促したのだが、これは覆った。比較的少数なジヌーに関する発言とされる例において、教会はその物語は宗教的な文章で、サイエントロジーにおける旧約聖書に当たると発言した。旧約聖書の中では、現実では起こり得なさそうな奇跡的な出来事が書かれていて、本当の意味は長い研究の末に明らかになるとされている。教会は批判者は物語をこの宗教をひとつのSF ファンタジーとして画いていると非難している。
宗教技術センターの取締役ウォレン・マクシェーンは1995年の訴訟でサイエントロジー教会は大変な金額をOT の素材を学ぶために信者が支払った寄付金によって受け取っていることを証言した。マクシェーンはハバードの著作物はそこにいたるまでのレベルのサイエントロジーのコースワークを終えていない者には"奇異に見えるかもしれない"と述べた。マクシェーンは物語は秘密であったことは無かったと述べた。しかしジヌーの物語はそれにもかかわらずOT III に含まれている企業秘密を保っているのだが。注目すべきことに、マクシェーンは物語の詳細をある程度の長さで論じて、特に物語はハバードの著作の結果であると言った。
サイエントロジーは多くの段階的レベルを持っており、信者はその階層を進むことになる。信者の多くは教会の低レベルにとどまり、スペースオペラの教理を知らずにいる。その教理はオペレイテリング・セイタンのレベル3、または"OT III"から教え始められる。その情報は信者に与えられる理由は、その段階に到達される前のものには秘密にしておくためであり、信者は物語の存在をたずねられたとき公には否定しなければならない。OT III を受けるものはジヌーの知識を含んだ茶封筒を与えられない限り、絶対にその内容を明かさないという契約書にサインしなければいけない。その知識はあまりに危険で、信者は指定された時期より前にこの資料を学ぶと、死ぬ可能性がある。

## 物語の漏洩
教会は物語の秘密を守ろうと努力したのだが、詳細は何年にもわたって漏洩してきた。OT III はロバート・カウフマンの1972年出版の著書『サイエントロジーの内部（原題:Inside Scientology）』で初めて明らかになった。カウフマンはその本の中で彼自身のOT III の経験を詳細に語っている。 この本は後にクリアウォーター・サン誌の記事で詳しく取り上げられ、ローレンス・ウォランシェイムによって1985年に協会に対して起こされた訴訟によって、大変な市民の評判を得た。教会は文章を封印するのに失敗し、訴訟をいつも読者に調査させておくように試みたが、物語はロサンゼルス・タイムズ誌に要約され、ウォレンシェイムの裁判で提示された情報を基にしたウィリアム・パウンドストーンの著作『大いなる秘密（原題:Bigger Secrets）』によって詳述された。ウォレンシェイムの訴訟で提供された情報を元にウィリアム・パウンドストーンに『大いなる秘密』という本に詳細に書かれた。1987年、不満を抱く信者による新たな本、『L・ロン・ハバード: 救世主か、狂人か?（L. Ron Hubbard: Messiah or Madman?）』はOT III の最初のページを引用し、残りの内容を要約した。
それ以来、報道機関はトム・クルーズなどの著名人を報じる際、折に触れてジヌーについて言及し続けてきた。1987年、BBCの調査報道シリーズのPanoramaは「完全な自由への道？」と題して、OT III の物語をアニメ形式で放送した。
1994年12月24日、ジヌーの物語はネットニュースのニュースグループ、alt.religion.scientologyにメール匿名転送システムを通じて投稿された。これにより、サイエントロジー弁護団と中傷者との間に闘争が起こった。サイエントロジー・インターナショナル対フィッシュマン、ギアツの一環として、古いバージョンのOT レベル I から VII が1993年4月9日、スティーブン・フィッシュマンの宣言に寄せられる展示物という形で公開された。この宣言とその展示物は、トータルでフィッシュマン宣誓として知られているが、1995年8月インターネットのニュースグループ alt.religion.scientology にアーニィ・レルマによって投稿され、デイヴィッド・S・トーレッキーによってWorld Wide Web に載せられた。これは何年かの間大きな論争と法廷闘争の題材だった。特にレルマの家（大量の文章のコピーにつながった）における著作権侵害と、オランダ人ライターのカーリン・スパインクに対する訴訟も話題となった――教会は元の文章の複製に基づく著作権侵害に対して訴え、また問題を繰り返し述べることは企業秘密の開示になってしまうと主張した。
教会のジヌーを機密にしておこうという企てはそれに反対する裁判の事実認定に引用された。2003年9月、オランダの法廷は、カリン・スペインクに対する裁判で、OT II とOT III を機密にしている目的は、教会の信者を支配するための力を持つことと、教会の教えと実践を議論することを妨げるためであるとした。
ハバードは、そのあまりに早いOT III の暴露は死をもたらすと主張したが、彼は1970年代に映画脚本版の『星々の反乱』を書いていた。この脚本ではジヌーはチィという名前の"銀河警察庁"長官と、チュという名前の"惑星間銀行頭取"に手助けされていたことを明らかにしているこれは公にはされなかったが、脚本の流れは1980年代初めにハリウッド周辺に出回っていた。現在、非公式の脚本はインターネットで出回っている。
2001年3月10日、あるユーザーがオンラインコミュニティのスラッシュドットにOT III のテキストを投稿した。そのサイトの所有者は、サイエントロジー教会がデジタルミレニアム著作権法の基で法的な脅しを掛けた後に、コメントを書きとめた。サイエントロジー教会の批判者たちは、ジヌーの秘密を広めることで、公な抗議活動を行ってきた。このことには、"xenu"というドメイン名のウェブサイトを作成したり、ジヌーの名前を載せたバナーを表示したり、。抗議の印を表示することも含まれる。

## 大衆文化の中で
数々のテレビ番組が、アニメ絵でもCGでも作成されたジヌーの絵的表現を扱ってきた。ハバードはOT III の文章の中でジヌーの肉体の表現をせず、イラストも与えなかったので、ジヌーの描画はかなり多様である。BBC のPanorama のアニメ化されたOT III の物語の表現では、ジヌーと、捉えられたエイリアンを地球に運び、火山に爆弾を投下する宇宙船を画いている。ジヌーは禿で、ひげを蓄え、軍隊を思わせる制服を着た暴君として画かれている。風刺的なミュージカル、「とてもご機嫌な"非公式"子供たちのサイエントロジー野外劇」は、"こうしてはじまった"という、子供たちがエイリアンの衣装を着てジヌーの物語をする歌が含まれている。現在のサイエントロジー信者がジヌーを相手に戦うという内容のコミック・ロック・オペラが2007年のエディンバラ・フェスティバル・フリンジの一環として演じられた。
2005年11月に、テレビアニメシリーズの『サウスパーク』の1話、"Trapped in the Closet"がサイエントロジーを風刺した。それはジヌーの物語も含んでいて、物語の間、"これはサイエントロジー信者が実際に信じていることです"という字幕が大部分乗せられていた。ジヌーはどこか人間らしい腕に触手のあるエイリアンとして画かれた。『サウスパーク』の話の中ではエイリアンたちは火山に直接下ろされて、セイタンは戻ろうとして上ってくるところを捕らえられた。
その一話はコメディ・セントラルが再放送を見送ったとき、論争の対象となった。コメディ・セントラルは再放送分を別の一話に差し替え、それはアイザック・ヘイズへの追悼だと述べた。『サウスパーク』の作者、マット・ストーンとトレイ・パーカーはそれに異を唱え、コメディ・セントラルを所有するバイアコムが、サイエントロジーに干渉(または妨害)され、その1話を取り去ったと主張し、特にトム・クルーズ（その回の中で風刺されていた）が、公開されようとしていた『ミッション:インポッシブル3』のプロモーション活動に協力しないとパラマウント（これもバイアコムに所有されている）を脅したのだと断言した。トム・クルーズの代理人はこれを否定したが、マット・ストーンとトレイ・パーカーは皮肉に満ちた公式発表を芸能誌・ デイリーバラエティに掲載した。
"さて、サイエントロジーよ、今回はそちらの勝ちのようだ。しかし地球を守るための百万年戦争は今始まったのだ。一時的に我々の番組をアノジニジング（訳注:造語）することは、お前たちの哀れなニンゲン体にセイタンを永久に閉じ込めることを止めはしない。トム・クルーズ、このゴミめ！今はお前たちに妨害されてはいるが、お前らの人間性を守るか弱い努力は挫折に終わるだろう！ハイル・ジヌー！"
コメディ・セントラルは2006年7月に結局その回を再放送し、それ以来再放送し続けている。
ジヌーはアメリカ・FXネットワークの「NIP/TUCK マイアミ整形外科医」の4クール目の最後から2番目の回、"Willy Ward"に登場した（2006年12月5日にはじめて放送された）。夢を見る場面で、信者のキャラクター、キンバー・ヘンリー（ケリー・カールソン）は幻覚と疑いの経験の中でジヌーの空想を見る。ジヌーは皇帝ミンとステレオタイプ的なグレイ・エイリアンの中間として画かれている。